# La storia infinita (Pinguini Tattici Nucleari)
La storia infinita è un singolo del gruppo musicale italiano Pinguini Tattici Nucleari, pubblicato il 28 agosto 2020 come primo estratto dal secondo EP Ahia!.

## Descrizione
Il testo, scritto dal frontman del gruppo Riccardo Zanotti, parla dei ricordi di una tipica estate italiana in contrapposizione all'estate 2020 segnata dalla pandemia di COVID-19 e dalle restrizioni che ne sono derivate. Il titolo, come affermato dall'autore, è stato scelto perché "l'estate non finisce mai, come gli anni della vita". Ha aggiunto anche che "le opere d'arte ed i grandi classici non muoiono mai, ma si rinnovano" e ritiene che lo stesso valga per estati del passato che restano proprio come grandi opere dentro chi le ha vissute e "resteranno sempre vive, vivide e bellissime".
Il testo è ricco di citazioni, a partire dal titolo, chiaro riferimento al romanzo di Michael Ende La storia infinita. Sono presenti poi riferimenti al film I 400 colpi di François Truffaut, a Wonderwall degli Oasis, suonato da un tedesco vicino a un falò in spiaggia, e al ballo tra Dustin e Nancy in Stranger Things, serie che ha anche ispirato il video musicale del brano aprendosi con la scena copia di Dustin e Suzie che cantano The Never Ending Story, che si traduce in italiano come La storia che non finirà mai, per l'appunto La storia infinita. Si trovano anche riferimenti alla "dolce Venere" di Francesco De Gregori in Rimmel e al film Monsters & Co. per i "mostri con una grande paura di trovare un bambino sotto al letto".  Ancora riferendosi al lockdown, si trova poi la citazione "vecchi che giocavano a Briscola".
Anche la musica contiene alcune citazioni, come i riff che richiamano quelli di In fondo al mar de La sirenetta e di Me gustas tú di Manu Chao.

## Video musicale
Il videoclip del brano, diretto da William9, è stato pubblicato il 9 settembre 2020 attraverso il canale YouTube del gruppo musicale.

## Tracce
1. La storia infinita – 3:27 (Riccardo Zanotti)

## Classifiche

### Classifiche settimanali
| Classifica (2020) | Posizione massima |
| ----------------- | ----------------- |
| Italia            | 14                |

### Classifiche di fine anno
| Classifica (2020) | Posizione |
| ----------------- | --------- |
| Italia            | 81        |